# Säby-Uthamra
Säby-Uthamra is een småort in de gemeente Vallentuna in het landschap Uppland en de provincie Stockholms län in Zweden. Het småort heeft 115 inwoners (2005) en een oppervlakte van 30 hectare. Het småort bestaat eigenlijk uit twee verschillende plaatsen: Säby en Uthamra.